# Kastelle von Grebenac
Die Kastelle von Grebenac waren zwei römische Hilfstruppenlager auf dem Gebiet des zur Stadt Bela Crkva gehörenden Dorfes Grebenac, das im Okrug Južni Banat in der serbischen Region Vojvodina liegt. In antiker Zeit waren sie Außenkastelle des Dakischen Limes und gehörten administrativ zur Provinz Dacia superior.

## Erkenntnisse
Die heutigen Bodendenkmale liegen in den Fluren Cetatea Mare und Cetatea Mică und sind noch deutlich als große Erhebungen im Gelände zu erkennen. Die beiden Lager befinden sich unmittelbar nebeneinander, nur durch einen Stichweg voneinander getrennt. Das nördliche Kastell Cetatea Mică misst 60 m mal 110 m (= 0,66 Hektar), Das südliche Kastell Cetatea Mare nimmt mit seinen 110 m mal 130 m eine Fläche von 1,43 Hektar in Anspruch. Auf den Befundskizzen von 1997 sind bei beiden Lagern jeweils auf der Nord- und Südseite Unterbrechungen in der Umwallung zu erkennen, die als Toröffnungen interpretiert werden können. Auffällig sind drei große Geländeverformungen westlich der Lager, die uninterpretiert bleiben. Vermutlich wurden die Kastelle in frühtrajanischer Zeit in Holz-Erde-Technik erbaut und dienten zur Überwachung der Straßenverbindung von Lederata nach Tibiscum. Der Fundplatz ist bislang archäologisch nicht untersucht worden, die Kastellbesatzungen sind unbekannt.

## Fundverbleib und Denkmalschutz
Der Schutz archäologischer Objekte und Zonen genießt in Serbien oberste Priorität und wird durch das 1994 definierte Denkmalschutzgesetz (Amtsblatt SG RS, 71/94) mit seinen nachfolgenden Änderungen und Zusätzen sowie durch spezielle Erlasse geregelt. Zuständig ist das zum Ministerium für Kultur gehörende serbische Denkmalamt in Belgrad. Nachforschungen und gezieltes Sammeln von Funden sind erlaubnispflichtig. Die Beschädigung und Zerstörung von archäologischen Fundobjekten und Fundplätzen ist innerhalb von 24 Stunden den Behörden zu melden. Ohne Rücksprache mit dem serbischen Denkmalamt dürfen keine Antiken außer Landes gebracht werden. Vergehen werden als kriminelle Handlungen im Sinne der serbischen Gesetzgebung bestraft. Bei der Einreise in die Europäische Union ist mit Überprüfungen zu rechnen.